# Puchar Świata w biathlonie 2013/2014 – Kontiolahti
Zawody pucharu świata w biathlonie w Kontiolahti były ósmymi w sezonie 2013/2014 w tej dyscyplinie sportu. Konkurencje zostały rozegrane między 13 a 16 marca. Rywalizacja odbywała się dwukrotnie w sprincie oraz w biegu pościgowym.

## Program zawodów
| Dzień    | Konkurencja             | Początek  | Liczba uczestników |
| -------- | ----------------------- | --------- | ------------------ |
| 13 marca | Sprint mężczyzn         | 15:10 CET | 87                 |
| 13 marca | Sprint kobiet           | 17:45 CET | 85                 |
| 15 marca | Sprint mężczyzn         | 12:15 CET | 86                 |
| 15 marca | Sprint kobiet           | 14:45 CET | 87                 |
| 16 marca | Bieg pościgowy mężczyzn | 10:45 CET | 60                 |
| 16 marca | Bieg pościgowy kobiet   | 12:15 CET | 60                 |

## Zestawienie medalistów

### Mężczyźni
| Konkurencja                        | Złoto                               | Srebro                                | Brąz                        |
| Sprint (10 km) szczegóły           | Johannes Thingnes Bø Norwegia (NOR) | Martin Fourcade Francja (FRA)         | Arnd Peiffer Niemcy (GER)   |
| Sprint (10 km) szczegóły           | Johannes Thingnes Bø Norwegia (NOR) | Lowell Bailey Stany Zjednoczone (USA) | Ondřej Moravec Czechy (CZE) |
| Bieg pościgowy (12,5 km) szczegóły | Johannes Thingnes Bø Norwegia (NOR) | Martin Fourcade Francja (FRA)         | Björn Ferry Szwecja (SWE)   |

### Kobiety
| Konkurencja                      | Złoto                            | Srebro                          | Brąz                            |
| Sprint (7,5 km) szczegóły        | Kaisa Mäkäräinen Finlandia (FIN) | Olga Zajcewa Rosja (RUS)        | Mari Laukkanen Finlandia (FIN)  |
| Sprint (7,5 km) szczegóły        | Kaisa Mäkäräinen Finlandia (FIN) | Tora Berger Norwegia (NOR)      | Gabriela Soukalová Czechy (CZE) |
| Bieg pościgowy (10 km) szczegóły | Kaisa Mäkäräinen Finlandia (FIN) | Darja Domraczawa Białoruś (BLR) | Olga Zajcewa Rosja (RUS)        |

## Wyniki

### Sprint mężczyzn
| Pozycja | Zawodnik             | Reprezentacja | Pudła   | Wynik   | Strata |
| ------- | -------------------- | ------------- | ------- | ------- | ------ |
| 01 !    | Johannes Thingnes Bø | Norwegia      | 0 (0+0) | 23:33,2 | –      |
| 02 !    | Martin Fourcade      | Austria       | 0 (0+0) | 23:40,3 | +7,1   |
| 03 !    | Arnd Peiffer         | Niemcy        | 1 (0+0) | 23:40,4 | +7,2   |
| 4.      | Dmitrij Małyszko     | Rosja         | 0 (0+0) | 23:43,8 | +10,6  |
| 5.      | Ole Einar Bjørndalen | Norwegia      | 0 (0+0) | 23:49,0 | +15,8  |
| 6.      | Ondřej Moravec       | Czechy        | 0 (0+0) | 23:52,2 | +19,0  |
| 7.      | Fredrik Lindström    | Szwecja       | 0 (0+0) | 23:56,7 | +23,5  |
| 8.      | Emil Hegle Svendsen  | Norwegia      | 0 (0+0) | 23:57,0 | +23,8  |
| 9.      | Benedikt Doll        | Niemcy        | 0 (0+0) | 23:59,5 | +26,3  |
| 10.     | Simon Schempp        | Niemcy        | 0 (0+0) | 24:05,1 | +31,9  |

### Sprint kobiet
| Pozycja | Zawodniczka          | Reprezentacja | Pudła   | Wynik   | Strata  |
| ------- | -------------------- | ------------- | ------- | ------- | ------- |
| 01 !    | Kaisa Mäkäräinen     | Finlandia     | 1 (0+1) | 20:36,3 | –       |
| 02 !    | Olga Zajcewa         | Finlandia     | 0 (0+0) | 20:42,4 | +6,1    |
| 03 !    | Mari Laukkanen       | Finlandia     | 0 (0+0) | 20:59,0 | +22,7   |
| 4.      | Tora Berger          | Norwegia      | 1 (0+1) | 21:05,8 | +29,5   |
| 5.      | Olga Wiłuchina       | Rosja         | 0 (0+0) | 21:07,0 | +30,7   |
| 6.      | Veronika Vítková     | Czechy        | 0 (0+0) | 21:13,4 | +37,1   |
| 7.      | Gabriela Soukalová   | Czechy        | 1 (1+0) | 21:16,0 | +39,7   |
| 8.      | Franziska Hildebrand | Niemcy        | 1 (0+1) | 21:25,3 | +49,0   |
| 9.      | Magdalena Gwizdoń    | Polska        | 1 (1+0) | 21:37,3 | +1:01,0 |
| 10.     | Paulína Fialková     | Słowacja      | 0 (0+0) | 21:38,8 | +1:02,5 |

### Sprint mężczyzn
| Pozycja | Zawodniczka          | Reprezentacja     | Pudła   | Wynik   | Strata |
| ------- | -------------------- | ----------------- | ------- | ------- | ------ |
| 01 !    | Johannes Thingnes Bø | Norwegia          | 0 (0+0) | 24:03,5 | –      |
| 02 !    | Lowell Bailey        | Stany Zjednoczone | 0 (0+0) | 24:22,9 | +19,4  |
| 03 !    | Ondřej Moravec       | Czechy            | 0 (0+0) | 24:23,2 | +19,7  |
| 4.      | Carl Johan Bergman   | Szwecja           | 1 (0+1) | 24:29,5 | +26,0  |
| 5.      | Emil Hegle Svendsen  | Norwegia          | 1 (1+0) | 24:34,7 | +31,2  |
| 6.      | Lukas Hofer          | Włochy            | 1 (1+0) | 24:36,4 | +32,9  |
| 7.      | Nathan Smith         | Stany Zjednoczone | 1 (1+0) | 24:37,1 | +33,6  |
| 8.      | Dmitrij Małyszko     | Rosja             | 1 (1+0) | 24:40,8 | +37,3  |
| 9.      | Lars Helge Birkeland | Norwegia          | 0 (0+0) | 24:43,3 | +39,8  |
| 10.     | Martin Fourcade      | Francja           | 2 (0+2) | 24:43,9 | +40,4  |

### Sprint kobiet
| Pozycja | Zawodniczka        | Reprezentacja     | Pudła   | Wynik   | Strata |
| ------- | ------------------ | ----------------- | ------- | ------- | ------ |
| 01 !    | Kaisa Mäkäräinen   | Finlandia         | 1 (1+0) | 20:53,6 | –      |
| 02 !    | Tora Berger        | Norwegia          | 0 (0+0) | 20:59,8 | +6,2   |
| 03 !    | Gabriela Soukalová | Czechy            | 0 (0+0) | 21:06,5 | +12,9  |
| 4.      | Anastasija Kuźmina | Słowacja          | 1 (0+1) | 21:11,7 | +18,1  |
| 5.      | Selina Gasparin    | Szwajcaria        | 1 (0+1) | 21:20,6 | +27,0  |
| 6.      | Olga Zajcewa       | Rosja             | 1 (0+1) | 21:11,7 | +28,4  |
| 7.      | Dorothea Wierer    | Włochy            | 1 (1+0) | 21:27,6 | +34,0  |
| 8.      | Susan Dunklee      | Stany Zjednoczone | 1 (0+1) | 21:29,3 | +35,7  |
| 9.      | Andrea Henkel      | Niemcy            | 0 (0+0) | 21:31,0 | +37,4  |
| 10.     | Olga Wiłuchina     | Rosja             | 0 (0+0) | 21:33,0 | +39,4  |

### Bieg pościgowy mężczyzn
| Pozycja | Zawodnik             | Reprezentacja | Pudła       | Wynik   | Strata |
| ------- | -------------------- | ------------- | ----------- | ------- | ------ |
| 01 !    | Johannes Thingnes Bø | Norwegia      | 5 (0+0+1+4) | 33:37.1 | –      |
| 02 !    | Martin Fourcade      | Austria       | 3 (0+0+2+1) | 33:53.4 | +16,3  |
| 03 !    | Björn Ferry          | Szwecja       | 3 (0+0+1+2) | 33:57.5 | +20,4  |
| 4.      | Lars Helge Birkeland | Norwegia      | 4 (1+2+0+1) | 34:02,5 | +25,4  |
| 5.      | Klemen Bauer         | Słowenia      | 4 (0+0+2+2) | 34:05,8 | +28,7  |
| 6.      | Andrejs Rastorgujevs | Łotwa         | 2 (0+0+1+1) | 34:08,6 | +31,5  |
| 7.      | Benedikt Doll        | Niemcy        | 3 (0+0+3+0) | 34:08,8 | +31,7  |
| 8.      | Dominik Landertinger | Austria       | 4 (1+0+1+2) | 34:08,9 | +31,8  |
| 9.      | Simon Schempp        | Niemcy        | 2 (1+1+0+0) | 34:09,2 | +32,1  |
| 10.     | Nathan Smith         | Kanada        | 5 (0+2+2+1) | 34:09,5 | +32,4  |

### Bieg pościgowy kobiet
| Pozycja | Zawodniczka        | Reprezentacja     | Pudła       | Wynik   | Strata  |
| ------- | ------------------ | ----------------- | ----------- | ------- | ------- |
| 01 !    | Kaisa Mäkäräinen   | Finlandia         | 2 (1+0+1+0) | 30:52,0 | –       |
| 02 !    | Darja Domraczawa   | Białoruś          | 1 (0+0+0+1) | 31:52,0 | +1:00,0 |
| 03 !    | Olga Zajcewa       | Rosja             | 5 (4+0+0+1) | 32:46,3 | +1:54,3 |
| 4.      | Teja Gregorin      | Słowenia          | 3 (1+0+0+2) | 33:17,7 | +2:25,7 |
| 5.      | Tora Berger        | Norwegia          | 6 (3+0+1+2) | 33:30,3 | +2:38,3 |
| 6.      | Veronika Vítková   | Czechy            | 4 (1+1+0+2) | 33:44,1 | +2:52,1 |
| 7.      | Susan Dunklee      | Stany Zjednoczone | 7 (2+2+1+2) | 33:53,4 | +3:01,4 |
| 8.      | Anaïs Chevalier    | Francja           | 2 (0+0+1+1) | 33:59,2 | +3:07,2 |
| 9.      | Marie Dorin Habert | Francja           | 5 (2+0+1+2) | 34:04,7 | +3:12,7 |
| 10.     | Anastasija Kuźmina | Słowacja          | 8 (3+2+3+0) | 34:05,3 | +3:13,3 |

## Klasyfikacje po zawodach w Rasen-Antholz
| Miejsce | Zawodnik             | Punkty |
| ------- | -------------------- | ------ |
| 1.      | Martin Fourcade      | 798    |
| 2.      | Johannes Thingnes Bø | 560    |
| 3.      | Emil Hegle Svendsen  | 557    |
| 4.      | Dominik Landertinger | 541    |
| 5.      | Dmitrij Małyszko     | 491    |
| 6.      | Anton Szypulin       | 483    |
| 7.      | Ole Einar Bjørndalen | 478    |
| 8.      | Simon Schempp        | 468    |
| 9.      | Simon Eder           | 466    |
| 10.     | Arnd Peiffer         | 456    |

| Miejsce | Zawodniczka         | Punkty |
| ------- | ------------------- | ------ |
| 1.      | Kaisa Mäkäräinen    | 781    |
| 2.      | Tora Berger         | 724    |
| 3.      | Darja Domraczawa    | 650    |
| 4.      | Tiril Eckhoff       | 548    |
| 5.      | Gabriela Soukalová  | 522    |
| 6.      | Veronika Vítková    | 507    |
| 7.      | Wałentyna Semerenko | 489    |
| 8.      | Olga Wiłuchina      | 489    |
| 9.      | Andrea Henkel       | 478    |
| 10.     | Selina Gasparin     | 451    |

| Miejsce | Zawodnik             | Punkty |
| ------- | -------------------- | ------ |
| 1.      | Martin Fourcade      | 370    |
| 2.      | Arnd Peiffer         | 265    |
| 3.      | Johannes Thingnes Bø | 254    |

| Miejsce | Zawodniczka      | Punkty |
| ------- | ---------------- | ------ |
| 1.      | Kaisa Mäkäräinen | 349    |
| 2.      | Tora Berger      | 307    |
| 3.      | Selina Gasparin  | 219    |

| Miejsce | Zawodnik        | Punkty |
| ------- | --------------- | ------ |
| 1.      | Martin Fourcade | 254    |
| 2.      | Anton Szypulin  | 209    |
| 3.      | Simon Schempp   | 201    |

| Miejsce | Zawodniczka      | Punkty |
| ------- | ---------------- | ------ |
| 1.      | Kaisa Mäkäräinen | 307    |
| 2.      | Tora Berger      | 265    |
| 3.      | Darja Domraczawa | 256    |